# Галерея Маг
Галерея Маг (Galerie Maeght) — галерея современного искусства в Каннах и Париже, Франция, и в Барселоне, Испания.
Галерея была основана в 1936 году в Каннах. Парижская галерея была открыта Эме Магом в 1946 году; выставлявшиеся художники были преимущественно из Франции и Испании.